# Institut Max-Planck d'informatique
L'Institut Max-Planck d'informatique (en allemand : Max-Planck-Institut Informatik (MPII)) est un institut de la Société Max-Planck spécialisé en informatique, situé à Sarrebruck, sur le campus de l'université de la Sarre. Il a été fondé en 1988. Kurt Mehlhorn a été le directeur-fondateur du MPII ; il en a été directeur jusqu'en 2019. En janvier 2018, Anja Feldmann est nommée managing director.

## Départements et groupes de recherche
L'institut compte cinq départements et deux groupes de recherche :
- D1 : département d'algorithmique et complexité, dirigé par Kurt Mehlhorn ;
- D2 : département de vision par ordinateur et apprentissage automatique, dirigé par Bernt Schiele ;
- D3 : département d'architecture internet, dirigé par Anja Feldmann ;
- D4 : département d'infographie, dirigé par Hans-Peter Seidel ;
- D5 : département de base de données et systèmes d'information, dirigé par Gerhard Weikum ;
- Groupe de recherche de logique informatique, dirigé par Christoph Weidenbach;
- Groupe de recherche de biologie numérique (computational biology) dirigé par Thomas Lengauer.

## International Max Planck Research School for Computer Science
En coopération avec l'université de la Sarre, l'International Max Planck Research School for Computer Science (IMPRS-CS) a été fondée en 2000. Il s'agit d'une école supérieure du MPII et de l'Institut Max-Planck de systèmes logiciels (de), Sarrebruck. Dans un environnement de recherche international, les jeunes scientifiques sont soutenus et guidés vers un doctorat. Le doyen de cette école est Gerhard Weikum.

## Max Planck Center for Visual Computing and Communication
Le Max Planck Center for Visual Computing and Communication (MPC-VCC) a été créé en octobre 2003 dans le cadre d'une coopération entre la Société Max-Planck et l'université Stanford. Il est destiné à faciliter les projets de recherche communs dans le domaine des technologies de l'information, du visual computing et de la communication. Un autre objectif de la coopération est de créer un échange international de scientifiques. Du côté allemand, Hans-Peter Seidel est le directeur du MPC-VCC, à Stanford Bernd Girod et Leonidas J. Guibas en sont les directeurs.